# Coteau de la Montagne d'Acquin et pelouses du Val de Lumbres
Coteau de la Montagne d'Acquin et pelouses du Val de Lumbres este o arie protejată (sit de importanță comunitară — SCI) din Franța întinsă pe o suprafață de 68 ha, integral pe uscat.

## Localizare
Centrul sitului Coteau de la Montagne d'Acquin et pelouses du Val de Lumbres este situat la coordonatele 50°43′48″N 2°05′37″E / 50.73°N 2.09361°E.

## Înființare
Situl Coteau de la Montagne d'Acquin et pelouses du Val de Lumbres a fost declarat arie specială de conservare în baza directivei 92/43 din 1992 referitoare la conservarea habitatelor naturale și a faunei și florei sălbatice pentru a proteja 5 specii de animale.

## Biodiversitate
Situată în ecoregiunea atlantică, aria protejată conține 4 habitate naturale: Formațiuni de Juniperus communis pe lande sau pajiști calcaroase, Pajiști uscate seminaturale și facies de acoperire cu tufișuri pe substraturi calcaroase (Festuco-Brometalia) (* situri importante pentru orhidee), Fânețe de joasă altitudine (Alopecurus pratensis, Sanguisorba officinalis), Păduri de fag Asperulo-Fagetum.
La baza desemnării sitului se află mai multe specii protejate de  mamifere (5): liliac cu urechi mari (Myotis bechsteinii), liliac de iaz (Myotis dasycneme), liliac cărămiziu (Myotis emarginatus), liliac comun (Myotis myotis), liliacul mare cu potcoavă (Rhinolophus ferrumequinum).
Pe lângă speciile protejate, pe teritoriul sitului au mai fost identificate 13 specii de plante.